# Sexy Love (T-ara歌曲)
《Sexy Love》（韓語：섹시 러브）為韓國女子音樂組合T-ara的一首單曲，也是她們的第五張迷你專輯《Mirage》之主打單曲，此單曲由Core Contents Media於2012年9月3日發行。

## 背景
2012年7月中旬，T-ARA的經紀公司Core Contents Media表示在《Day by Day》的宣傳行程結束後，將於8月15日推出後續單曲，由T-ara合作多次的製作人「新沙洞老虎」編曲，並配合機器人舞蹈呈現。在7月17日由KBS播送的《明星人生劇場》中，釋出了T-ara錄音的畫面，前成員柳和榮亦有參與錄音。但因為柳和榮退團事件的影響，一直到2012年8月30日官方才公開了第七張迷你專輯《Mirage》的專輯封面與概念照片。單曲《Sexy Love》的音樂影片預告也在同日公布。

## 爭議

### 小T-ara合作計劃
2012年9月6日，T-ara在現場音樂節目《M! Countdown》進行《Sexy Love》和《Day and Night》的回歸表演，正式展開宣傳行程。而這場表演原本預計會有與由兒童組成的「小T-ara」合作計畫，但後來因為各界輿論壓力導致這項計畫取消。

### 抄襲爭議
9月6日，T-ara在音樂節目《M! Countdown》進行《Sexy Love》的回歸表演，回歸舞台的打歌服被指出抄襲少女時代，事後亦有網友指出音樂錄影帶疑似抄襲Wonder Girls的《Like Money》及少女時代的《Gee》，T-ara的經紀公司Core Contents Media對此表示T-ara的MV是全新的创作，可能是取景角度相似。

### 濟州島黑海事件
T-ara訂於國際自然保護聯盟世界自然保护大会紀念演唱會發表《Sexy Love》的初舞台，KBS韓流促進團吳世英團長於8月30日對外表示很清楚T-ara的狀況，也決定讓T-ara出演新曲舞台。9月8日，在T-ara演出時發生觀眾鴉雀無聲、將手燈關掉的事件，甚至有觀眾在現場大聲喊著和榮的名字。事後，有關負責人對外表示觀眾都安靜下來並靜靜聆聽T-ara唱歌，在最後的時候也都鼓起了掌，並不是所說的沉默示威，不排除有部分粉絲故意搗亂與誇張事實的可能性。

## 發行與銷售
9月10日，T-ARA的經紀公司Core Contents Media將《Sexy Love》最後一個版本「Sexy Love in Tokyo」的音樂錄影帶釋出後，三個版本的音樂錄影帶迅速在10天內取下GOMTV的音樂錄影帶排行榜1位，同時也是T-ARA第4首歌曲獲得該音樂錄影帶排行榜1位。據OSEN報導，T-ARA在9月3日公布音樂錄影帶後，一直位居GOMTV的音樂錄影帶排行榜1位，並在其他線上音樂排行榜排名1位。

### 發行歷史
| 語言   | 日期           | 形式     | 發行公司            |
| ------ | -------------- | -------- | ------------------- |
| 韓語版 | 2012年9月4日   | 數位下載 | Core Contents Media |
| 韓語版 | 2012年9月11日  | CD       | Core Contents Media |
| 日語版 | 2012年11月14日 | CD       | EMI Music Japan     |

### 排行與銷量
| 榜單名稱（2012年）       | 最高排名 |
| ------------------------ | -------- |
| Gaon数字榜               | 4        |
| Gaon每週專輯榜           | 2        |
| Gaon每週流動榜           | 6        |
| Gaon單曲下載榜           | 4        |
| Oricon公信榜單週單曲排行 | 4        |

| 國家          | 最終銷量    |
| ------------- | ----------- |
| 韓國 （數位） | 164,952,509 |
| 韓國 （實體） | 1,542,191   |

| 《Sexy Love》 | 1 |

## 外部連結
- YouTube上的《Sexy Love》劇場版音樂錄影帶
- YouTube上的《Sexy Love》舞蹈版音樂錄影帶